# Imre Szabics
Imre Szabics (Szeged, Hungría, 22 de marzo de 1981) es un exfutbolista húngaro, se desempeñaba como delantero y su último equipo fue el Sturm Graz austriaco.

## Clubes
| Club            | País     | Año         |
| --------------- | -------- | ----------- |
| Ferencvárosi TC | Hungría  | 1998 - 1999 |
| Sturm Graz      | Austria  | 1999 - 2003 |
| VfB Stuttgart   | Alemania | 2003 - 2005 |
| FC Colonia      | Alemania | 2005 - 2006 |
| Maguncia 05     | Alemania | 2006 - 2007 |
| FC Augsburg     | Alemania | 2007 - 2010 |
| Sturm Graz      | Austria  | 2010 - 2013 |